# Natur. Illustrierte Halbmonatsschrift für alle Naturfreunde
Die Natur. Illustrierte Halbmonatsschrift für alle Naturfreunde war eine von 1909 bis 1927 von der Deutschen Naturwissenschaftlichen Gesellschaft herausgegebene Zeitschrift. Das in Leipzig im Verlag Thomas 14-täglich erschienene und mit Illustrationen versehene Blatt war laut seinem zeitweiligen Untertitel zugleich Organ der Deutschen und Deutsch-Österreichischen Naturwissenschaftlichen Gesellschaft.
Das Blatt enthielt oftmals Beilagen und war Nachfolger der Zeitschrift für den Ausbau der Entwicklungslehre, Archiv für Psychobiologie. Es ging später in der Fachzeitschrift Die Umschau. Forschung, Entwicklung, Technologie, dem offiziellen Organ der AFI (Arbeitsgemeinschaft Fachinformation e.V.) auf.